# 韋利科羅任卡河
韋利科羅任卡河（烏克蘭語：Великорожинка），是烏克蘭的河流，位於該國西南部，屬於切列莫什河的左支流，發源自大羅任以東，流經伊萬諾-弗蘭科夫斯克州，河道全長12公里，流域面積52平方公里。